# 二郎乡 (成县)
二郎乡，是中华人民共和国甘肃省陇南市成县下辖的一个乡镇级行政单位。

## 行政区划
二郎乡下辖以下地区：
谭河村、庄子村、店子村、武坝村、赵坝村、崖背村、严河村、刘坪村、安子村和曹阴村。